# Bertha Krupp
Bertha Krupp von Bohlen und Halbach (29 de marzo de 1886 - 21 de septiembre de 1957) fue miembro de la familia Krupp, la principal dinastía industrial de Alemania de los siglos XIX y XX. Como hija mayor y heredera de Friedrich Alfred Krupp, fue la única propietaria del imperio industrial Krupp de 1902 a 1943, aunque su marido, Gustav Krupp von Bohlen und Halbach, dirigía la empresa en su nombre. En 1943 la propiedad de la empresa fue transferida a su hijo Alfried.

## Semblanza

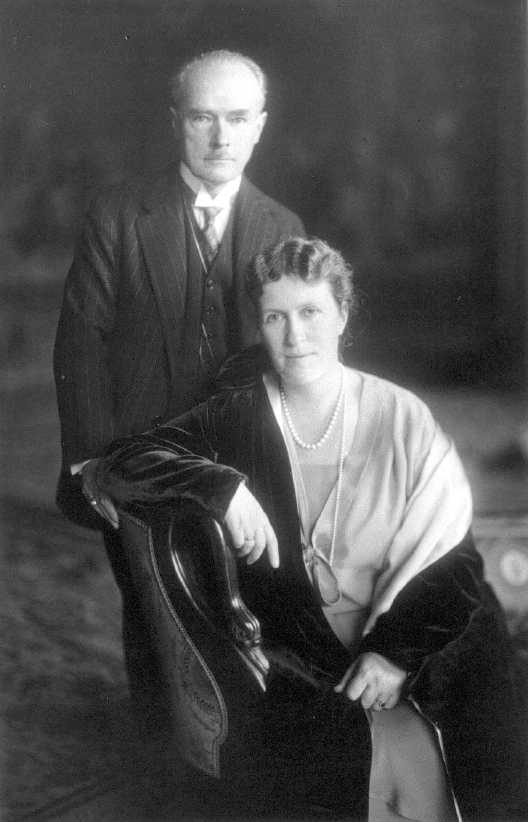
Bertha con Gustav Krupp von Bohlen und Halbach, 1927

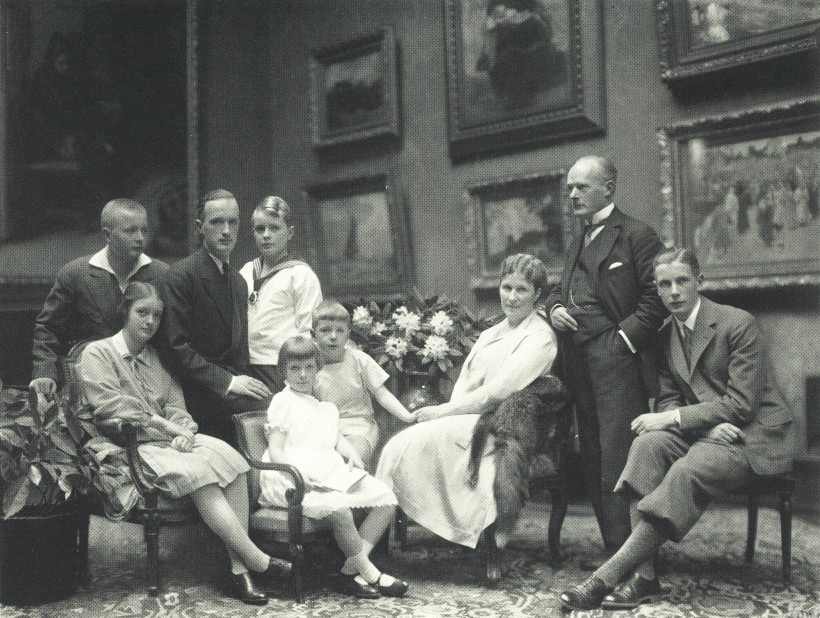
Bertha con su familia en 1928, por Nicola Perscheid

Bertha Krupp nació en Essen, hogar de la familia Krupp y su empresa desde el siglo XVI. Su madre era la baronesa Margrethe von Enden. En el momento del nacimiento de Bertha, la empresa era propiedad de su abuelo Alfred, que la administraba. A su muerte al año siguiente, su padre Friedrich heredó la propiedad y el control de la compañía. Su hermana Barbara nació en 1887 (m. 1972), pero la ausencia de un heredero varón puso en duda el futuro de la empresa. 
Friedrich Krupp murió en 1902, dejando a Bertha como heredera de los intereses de Krupp. Sin embargo, se consideró inadecuado que una mujer ejerciera el control sobre el vasto imperio del carbón, el acero y el armamento conectado con el estado alemán. En 1907, por lo tanto, el Káiser Guillermo II dirigió personalmente la búsqueda de un marido adecuado para Bertha, y propuso con éxito a Gustav von Bohlen und Halbach, un diplomático profesional de buena familia y una figura conocida en la corte del Káiser. Se casaron el 7 de mayo y Bertha se convirtió en la única propietaria de la empresa, con Gustav añadiendo el nombre Krupp a su apellido y asumiendo el control ejecutivo de la compañía. Barbara recibió un gran pago en efectivo en su lugar.
Gustav y Bertha tuvieron ocho hijos: Alfried (1907-1967), Arnold (1908-1909), Claus (1910-1940), Irmgard (1912-1998), Berthold (1913-1987), Harald (1916-1985), Waldtraut (1920-2005) y Eckbert (1922-1945). De estos, solo Alfried, como hijo mayor, tomó el apellido Krupp von Bohlen und Halbach. Los demás utilizaron el apellido von Bohlen und Halbach. Claus y Eckbert murieron en servicio activo en la Segunda Guerra Mundial, y Harald pasó diez años en cautiverio en la Unión Soviética. 
Durante la Primera Guerra Mundial, la empresa Krupp fabricó grandes morteros que el ejército alemán utilizó para bombardear fuertes en Bélgica y Francia. Las tropas alemanas apodaron a estos varios nombres de los cuales Dicke Bertha ("Big Bertha") en honor a Bertha Krupp von Bohlen und Halbach. Las tropas aliadas usaron el nombre traducido, "Gran Bertha", para referirse a toda la artillería de largo alcance alemana, particularmente a la que bombardeó París en 1918. Sin embargo, el término "Gran Bertha" entró en el léxico común debido al cañón de París, una pieza de artillería alemana que se construyó con tres cañones soldados entre sí. Tenía un alcance de 75 millas (121 km) y su aparición se convirtió en una sorpresa para los parisinos en 1917, que anteriormente solo habían sido atacados por aviones alemanes, ya que la artillería anterior solo alcanzaba un máximo de treinta millas (48 km). 
Después de que Gustav Krupp von Bohlen und Halbach sufriera un derrame cerebral en 1941, su salud se deterioró drásticamente. En 1943, Adolf Hitler emitió un decreto conocido como Lex Krupp,: 534  mediante el que pasó la propiedad total del imperio Krupp (vital para el esfuerzo bélico de Alemania), de Bertha a su hijo Alfried, quien luego asumió el control de la empresa. Bertha se llevó a su marido Gustav a una finca familiar del Tirol, donde permanecieron hasta el final de la guerra. 
En 1945, Gustav fue acusado de criminal de guerra, pero sería declarado médicamente no apto para ser juzgado. Murió en 1950. Alfried Krupp von Bohlen und Halbach fue acusado de crímenes de lesa humanidad en relación con el uso y maltrato por parte de la empresa Krupp de los reclusos del campo de concentración como mano de obra esclava en sus fábricas, en particular en Berthawerk, una planta industrial situada cerca del campo de trabajos forzados de Markstadt, que recibió el nombre de Bertha. Fue condenado a doce años de prisión y a la confiscación de todos sus bienes. Cumplió cinco años de prisión antes de ser liberado en 1951, cuando el Alto Comisionado de Estados Unidos en Alemania, John J. McCloy, le otorgó el indulto, después de considerar que no había peligro de un renacimiento nazi.
En 1951 Bertha Krupp regresó con Alfried a Essen, donde su hijo y heredero retomó el control de la empresa y rápidamente la devolvió a una posición dominante en la economía alemana (aunque ya no fabricaba armamento). Se había convertido en una figura muy querida en la ciudad, conocida por su trabajo caritativo y sus frecuentes visitas a los trabajadores de Krupp lesionados o enfermos y sus familias. 
Bertha Krupp von Bohlen und Halbach murió en Essen el 21 de septiembre de 1957. Fue enterrada en la cripta familiar situada en las afueras de la ciudad.

## Legado
En el momento de su muerte, Bertha, tenía 5 hijos vivos y muchos nietos, pero solo Alfried y su único hijo Arndt tenían derecho a usar el apellido Krupp. Arndt (1938-1986), en 1966, se negó a tomar la herencia de su familia, por lo que perdió el derecho al apellido Krupp, debido a lo que con la muerte de Alfried en 1967, el apellido Krupp se extinguió en la familia ligada a la empresa (los miembros de la familia con el apellido Krupp son primos lejanos, cuyos ancestros comunes se remontan a principios del siglo XIX o antes). 

## Lecturas relacionadas
- William Manchester (2003). The Arms of Krupp: The Rise and Fall of the Industrial Dynasty that Armed Germany at War (March 4, 2003 edición). Back Bay Books. p. 992. ISBN 0-316-52940-0.